# Trentepohlia valida
Trentepohlia valida är en tvåvingeart som beskrevs av Edwards 1928. Trentepohlia valida ingår i släktet Trentepohlia och familjen småharkrankar. Inga underarter finns listade i Catalogue of Life.